# Belén Cuevas
Belén Cuevas López (nascida em 14 de agosto de 1967) é uma ex-ciclista espanhola. 
Representou a sua nação na prova de estrada nos Jogos Olímpicos de 1992 em Barcelona.